# Валамазьке сільське поселення (Красногорський район)
Валама́зьке сільське поселення — муніципальне утворення в складі Красногорського району Удмуртії, Росія. Адміністративний центр і єдиний населений пункт — село Валамаз.
Населення — 712 осіб (2015; 810 в 2012, 851 в 2010).